# Скаррі (Техас)
Скаррі (англ. Scurry) — місто (англ. town) в США, в окрузі Кофман штату Техас. Населення — 688 осіб (2020).

## Географія
Скаррі розташоване за координатами 32°30′46″ пн. ш. 96°23′8″ зх. д. / 32.51278° пн. ш. 96.38556° зх. д. (32.512822, -96.385438).  За даними Бюро перепису населення США в 2010 році місто мало площу 5,00 км², уся площа — суходіл.

## Демографія
Згідно з переписом 2010 року, у місті мешкала 681 особа в 244 домогосподарствах у складі 187 родин. Густота населення становила 136 осіб/км².  Було 272 помешкання (54/км²).
Расовий склад населення:
| - 91,5 % — білих - 2,3 % — корінних американців - 2,1 % — чорних або афроамериканців - 0,1 % — вихідців з тихоокеанських островів - 1,6 % — осіб інших рас |

До двох чи більше рас належало 2,3 %. Частка іспаномовних становила 5,9 % від усіх жителів.
За віковим діапазоном населення розподілялося таким чином: 26,0 % — особи молодші 18 років, 60,2 % — особи у віці 18—64 років, 13,8 % — особи у віці 65 років та старші. Медіана віку мешканця становила 36,8 року. На 100 осіб жіночої статі у місті припадало 95,7 чоловіків;  на 100 жінок у віці від 18 років та старших — 100,0 чоловіків також старших 18 років.
Середній дохід на одне домашнє господарство  становив 70 556 доларів США (медіана — 65 625), а середній дохід на одну сім'ю — 76 002 долари (медіана — 75 625). За межею бідності перебувало 8,7 % осіб, у тому числі 17,3 % дітей у віці до 18 років та 2,2 % осіб у віці 65 років та старших.
Цивільне працевлаштоване населення становило 360 осіб. Основні галузі зайнятості: освіта, охорона здоров'я та соціальна допомога — 26,9 %, роздрібна торгівля — 16,7 %, транспорт — 14,4 %.